# Ivan Batur
Ivan Batur (Zadar, 4. srpnja 1991.) hrvatski je profesionalni košarkaš. Igra na poziciji niskog krila, a može igrati i bek šutera. Trenutačno je član košarkaškog kluba KK Puntamika.

## Karijera

### KK Zadar
Izdanak je omladinskog pogona košarkaškog kluba Zadar, a tijekom ljetnjih mjeseci 2009. priključen je seniorskoj momčadi. S hrvatskom juniorskom reprezentacijom osvojio je brončanu medalju na Svjetkom U-19 prvenstvu u Novom Zelandu. Po povratku s Novog Zelanda, 17. srpnja 2009. potpisao je svoj prvi profesionalni ugovor i produžio vjernost matičnom klubu na sljedećih 6 godina. 5. kolovoza 2009. izabran je od strane Stručnog savjeta HKS-a i Adidasa za člana Europske momčadi koja je sudjelovala u "The Adidas Nations Basketball Program" koji se održao od 1. do 9. kolovoza u Dallasu.
U rujnu iste godine trebao je sudjelovati na All-Star utakmici najboljih europskih juniora u Katowicama, ali se razbolio i propustio utakmicu.

## Vanjske poveznice
- Profil  Arhivirana inačica izvorne stranice od 5. kolovoza 2009. (Wayback Machine) na FIBA Europe
- Profil na NLB.com